# Malta ai Giochi della XXIX Olimpiade
Malta ha partecipato ai Giochi della XXIX Olimpiade di Pechino, svoltisi dall'8 al 24 agosto 2008, con una delegazione di 6 atleti.

## Atletica leggera
| Gara            | Atleta           | Batterie | Batterie | Quarti | Quarti | Semifinali | Semifinali | Finale | Finale |
| Gara            | Atleta           | Tempo    | Pos.     | Tempo  | Pos.   | Tempo      | Pos.       | Tempo  | Pos.   |
| --------------- | ---------------- | -------- | -------- | ------ | ------ | ---------- | ---------- | ------ | ------ |
| 200 m maschili  | Nicolai Portelli | 22"31    | 8        |        |        |            |            |        |        |
| 100 m femminili | Charlene Attard  | 12"20    | 6        |        |        |            |            |        |        |

## Judo
| Gara  | Atleta         | Tabellone principale             | Tabellone principale | Tabellone principale | Tabellone principale | Tabellone principale | Ripescaggi | Ripescaggi | Ripescaggi | Ripescaggi |
| Gara  | Atleta         | Sedicesimi                       | Ottavi               | Quarti               | Semifinali           | Finale               | 1º turno   | Quarti     | Semifinali | Finale     |
| ----- | -------------- | -------------------------------- | -------------------- | -------------------- | -------------------- | -------------------- | ---------- | ---------- | ---------- | ---------- |
| 63 kg | Marcon Bezzina | Kahina Saidi (Algeria) 0000-0200 |                      |                      |                      |                      |            |            |            |            |

## Nuoto
| Gara                         | Atleta           | Batterie | Batterie | Semifinali | Semifinali | Finale | Finale |
| Gara                         | Atleta           | Tempo    | Pos.     | Tempo      | Pos.       | Tempo  | Pos.   |
| ---------------------------- | ---------------- | -------- | -------- | ---------- | ---------- | ------ | ------ |
| 100 m farfalla maschili      | Ryan Gambin      | 53"70    | 48       |            |            |        |        |
| 100 m stile libero femminili | Madeleine Scerri | 57"97    | 45       |            |            |        |        |

## Tiro
| Gara        | Atleta           | Qualificazioni | Qualificazioni | Finale    | Finale       | Finale |
| Gara        | Atleta           | Punteggio      | Pos.           | Punteggio | Punt. totale | Pos.   |
| ----------- | ---------------- | -------------- | -------------- | --------- | ------------ | ------ |
| Double trap | William Chetcuti | 136            | 8              |           |              |        |